# 解同高知市協「差別手紙」事件
解同高知市協「差別手紙」事件（かいどうこうちしきょうさべつてがみじけん）とは、1994年1月7日、部落解放同盟高知市連絡協議会（解同高知市協）に同和地区住民と朝鮮人への中傷文書が送られた事件。後に関係者による自作自演と判明した。

## 事件の概要
文書の内容は高知市内にある高知市立特別養護老人ホーム福寿園に関わるものであり、「朝鮮人を筆頭にエッタをつれて掃除をしているようであるがみるも汚らわしい」などという内容であった。手紙の宛先人は解同高知市協に勤める在日朝鮮人で、その妻は福寿園に勤務していた。
この問題を受けて解同高知市協は、手紙に福寿園の内部事情が書かれていたことを理由として、犯人は福寿園職員であると断定。同年1月18日には「差別手紙糾弾抗議集会」を開き、高知市長や幹部職員たち約100名を糾弾。解同の追及を受けた高知市も、全職員にこの手紙のコピーを渡して感想文を書かせ、個別面談を行い、筆跡鑑定を行うなどの調査を開始した。「差別手紙糾弾抗議集会」の席上、市長は解同の推進する「部落解放基本法」の地方版ともいうべき人権条例の制定に言及した。
ところが同年2月15日、この手紙の差出人が自首してきた。犯人は長年にわたって解同と深い関係を持ち、職場の「差別落書き」事件などを取り上げてきた市役所主査で、部落解放研究会の会員でもある職場活動家だった。動機は「（市に）人権条例を制定させるには、いろんな差別事例が必要だと思った」「部落解放のためにやった」というものだった。
このため、同年3月28日、高知市はこの市職員を分限免職（退職金あり）処分とした。